# Henri Peslier
Henri François Peslier (ur. 4 stycznia 1880 w Uzel, zm. 12 maja 1912 w Paryżu) – francuski piłkarz wodny, medalista olimpijski Letnich Igrzysk Olimpijskich 1900 w Paryżu.
Wraz z drużyną Libellule de Paris zdobył brązowy medal w piłce wodnej.